# Wolfgang Kessler (Journalist)
Wolfgang Kessler (* 24. September 1953 in Ravensburg) ist ein deutscher Journalist.

## Leben
Kessler studierte Wirtschaftswissenschaften in Konstanz, Bristol und an der London School of Economics and Political Science. Während des Studiums engagierte er sich auch bei Amnesty International.
Nach seiner Promotion im Jahre 1982 arbeitete er bis 1983 beim Internationalen Währungsfonds.
Danach arbeitete er als Journalist. 1991 begann er als Ressortleiter „Politik und Gesellschaft“ bei der christlichen Zeitschrift Publik-Forum. Von 1999 bis 2019 war er dort Chefredakteur. Er schreibt auch für andere Zeitungen wie die Frankfurter Rundschau, die Badische Zeitung, die Tageszeitung, die Neue Zürcher Zeitung (CH), den aufbruch (CH) und die Blätter für deutsche und internationale Politik.
Mit den Themen Wirtschaft, Finanzen, Ökologie, Sozialpolitik u. a. beschäftigt er sich als Buchautor sowie bei Auftritten als Vortragsredner, z. B. bei einschlägigen Fachveranstaltungen, in der Erwachsenenbildung, auf Kirchentagen und in Kirchengemeinden.
Im Jahre 2007 wurde er mit dem  Bremer Friedenspreis geehrt.
2020 erhielt er für seine langjährige berufliche Arbeit den Walter-und-Marianne-Dirks-Preis.

### Familie
Wolfgang Kessler war seit 1. Juni 1984 mit der Künstlerin Barbara Kessler verheiratet. Sie starb am 16. Juni 2023. Beide haben einen Sohn.

## Veröffentlichungen (Auswahl)
- Die Schuldenkrise der Dritten Welt und Fred Schmids Thesen über Geld und Gold. 1987 ISBN 3-89191-100-9
- Aufbruch zu neuen Ufern, Ein Manifest für eine sozial-ökologische Wirtschaftsdemokratie.1990, ISBN 3-88095-033-4
- Weltbeben. Auswege aus der Globalisierungsfalle. 2002 erschienen, 2004 in erweiterter Fassung, im Jahr 2007 in der siebten Auflage; ISBN 978-3-88095-125-9
- Zukunft sozial: Wegweiser zu mehr Gerechtigkeit. 2004, ISBN 978-3-88095-137-2
- Geld und Gewissen, 2004 (2. Auflage), herausgegeben von Antje Schneeweiß und Wolfgang Kessler. ISBN 978-3-88095-139-6
- Wider die herrschende Leere: Neue Perspektiven für Politik und Wirtschaft, 2005, Stephan Hebel, Wolfgang Kessler und Wolfgang Storz, ISBN 978-3-88095-148-8
- Macht's besser – Die Welt verändern und das Leben genießen. 2007, herausgegeben von Stephan Hebel und Wolfgang Kessler, ISBN 978-3-88095-162-4
- Alles Merkel? Schwarze Risiken. Bunte Revolutionen, herausgegeben von Hans-Jürgen Arlt, Wolfgang Storz und Wolfgang Kessler. ISBN 978-3-88095-175-4
- Geld regiert die Welt. Wer regiert das Geld?. 2012, ISBN 978-3-88095-239-3
- Zukunft statt Zocken. Gelebte Alternativen zu einer entfesselten Wirtschaft. 2013, ISBN 978-3-88095-253-9
- Die Kunst, den Kapitalismus zu verändern. 2019, ISBN 978-3-88095-331-4
- Macht Wirtschaft! Ökonomie verstehen - und verändern. 2021, ISBN 978-3-88095-340-6
- Das Ende des billigen Wohlstands - Wege zu einer Wirtschaft, die nicht zerstört. Publik-Forum Edition, 2023, ISBN  978-3-88095-366-6.